# パッション・ブルー
『パッション・ブルー』は宝塚歌劇団の舞台作品。星組公演。形式名は「ショー」。24場。作・演出は三木章雄。併演作品は『二人だけが悪 -男には秘密があった そして女には…-』。

## 公演期間と公演場所
- 1996年5月10日 - 6月17日　宝塚大劇場[1]
- 1996年8月3日 - 8月29日　東京宝塚劇場[3]

## 解説
※『宝塚歌劇100年史（舞台編）』の宝塚大劇場公演参考。
グラン・ブルー（地中海）の青い永遠のイメージと、束の間の人間の熱情の儚さ、しかし、それ故の熱さを対比した、パッショネイトなショー。常に「水」がステージのどこかに感じられる設定とし、ヨーロッパの民族音楽タンゴやボレロ、アフリカ・中近東から地中海を渡ったリズム、メロディなどをベースとした情熱的な曲を数々を、シャープなダンスと共に融合している。

## スタッフ
※氏名の後ろに「宝塚」「東京」の文字がなければ両劇場共通。
- 作曲・編曲：高橋城/吉田優子/西村耕次
- 編曲：鞍富真一
- 音楽指揮：佐々木愛一郎（宝塚）、清川知己（東京）
- 振付：羽山紀代美/名倉加代子/藍エリナ
- 装置：大橋泰弘
- 衣装：任田幾英
- 照明：勝柴次朗
- 音響：加門清邦
- 小道具：万波一重
- 効果：扇野信夫
- 演出助手：木村信司/植田景子
- 装置補：新宮有紀/広森守
- 衣装補：田口美香
- 舞台進行：：恵見和弘
- 舞台監督：佐田民夫（東京）/伏見悦男（東京）/田島准（東京）/渡辺光善（東京）/藤岡敬枝（東京）
- 演奏：宝塚管弦楽団（宝塚）、東宝オーケストラ（東京）
- 製作担当：長谷山太刀夫（東京）
- 制作：岩崎文夫（宝塚）、木場健之（東京）
- 協力：森真珠株式会社
- 衣装生地提供：株式会社クラレ

## 主な配役
※宝塚・東京共通。
- ブルー・パッション、夢魔、オリエンタル・プリンス、アマハット王子、REY、スター・パッション、マーメイド・スター - 麻路さき
- ローズ・パッション、マドンナ、シェラザード姫、パッション・ノワール、マーメイドの女S - 白城あやか
- ブルー・ガイA、ナルシス、魔王、プリンスS、タンゲーラスA、マーメイドの男A - 稔幸